# Michel Stollsteiner
Michel Stollsteiner, francoski general, * 26. januar 1956, Soissons, Aisne.
Bil je eden od petih regionalnih Natovih poveljnikov v Afganistanu in bil najvišji francoski častnik v državi med 6. avgustom 2008 in 10. julijem 2009.

## Življenjepis
Leta 1975 je vstopil v Francosko kopensko vojsko, v sestavi katere je služil v Afriki (bivši Zair, Srednjeafriška republika, Čad, Slonokoščena obala) in Balkanu (Bosna, Kosovo), kot v Afganistanu.
Med 6. avgustom 2008 in 10. julijem 2009 je bil poveljnik Regionalnega poveljestva Prestolnica in bil hkrati tudi najvišji francoski častnik (in s tem poveljnik) v Afganistanu.

## Odlikovanja
- Légion d'Honneur
- Ordre du Mérite